# Olne
Olne (valonă Ôn) este o comună francofonă din regiunea Valonia din Belgia. Comuna este formată din localitățile Olne, Saint-Hadelin, Hansé, Gelivau și Vaux-sous-Olne. Suprafața totală a comunei este de 15,99 km². La 1 ianuarie 2008 comuna avea o populație totală de 3.782 locuitori. 
Olne se învecinează cu comunele Soumagne, Pepinster, Trooz, Fléron și Herve.

## Localități înfrățite
- Franța: Les Montils;
- Franța: Candé-sur-Beuvron.